# Edward Ling
Edward "Ed" Ling (7 de março de 1983) é um atirador olímpico britânico, medalhista olímpico.

## Carreira
Edward Ling representou seu país nas Olimpíadas, de 2012 e 2016, na qual conquistou a medalha de bronze em 2016, na fossa olímpica.